# Gare de Shipley
La gare de Shipley est une gare ferroviaire du Royaume-Uni, située dans la ville de Shipley, Yorkshire de l'Ouest en Angleterre. 
Les services à partir de Shipley sont opérés par Northern Rail et Virgin Trains East Coast.

## Histoire

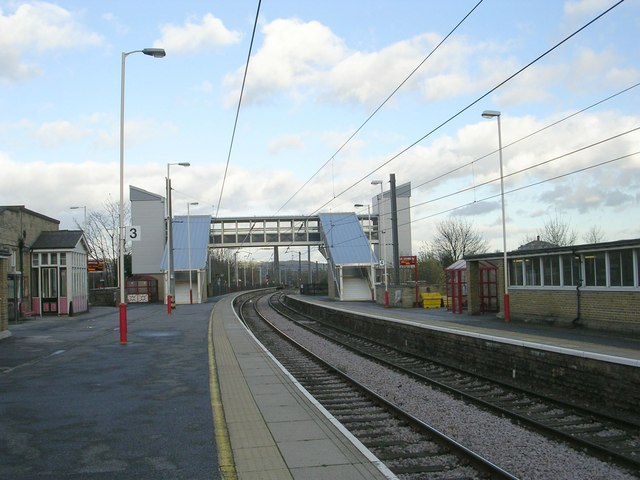
Voies trois et quatre
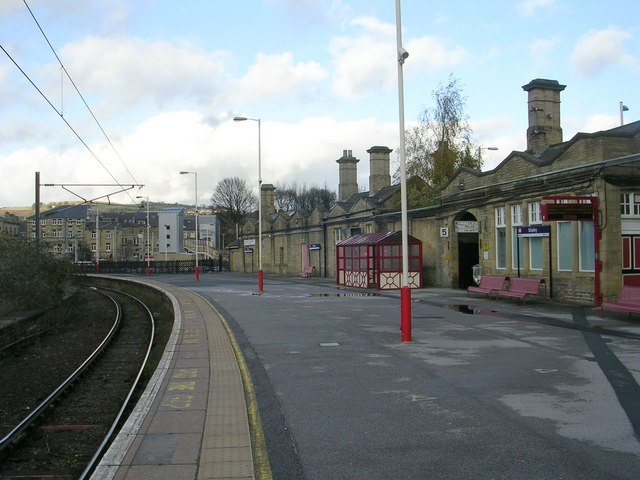
Voies cinq